# Liste des députés du Lot
 (mai 2025).
Cet article est une liste des députés élus dans le département du Lot.

## VeRépublique

### XVIIelégislature(2024- )

Couleur politique des députés élus en 2024.

| Circonscription     | Nom                | Parti | Parti           | Suppléant        |
| ------------------- | ------------------ | ----- | --------------- | ---------------- |
| 1re circonscription | Aurélien Pradié    |       | DVD Non-inscrit | Brigitte Rivière |
| 2e circonscription  | Christophe Proença |       | PS              | Hélène Gazal     |

### XVIelégislature(2022-2024)

Couleur politique des députés élus en 2022.

| Circonscription     | Nom             | Parti | Parti   | Suppléant          |
| ------------------- | --------------- | ----- | ------- | ------------------ |
| 1re circonscription | Aurélien Pradié |       | LR      | Brigitte Rivière   |
| 2e circonscription  | Huguette Tiegna |       | LREM-RE | Chantal Lacassagne |

### XVelégislature(2017-2022)

Couleur politique des députés élus en 2017.

| Circonscription     | Nom             | Parti | Parti | Suppléant         |
| ------------------- | --------------- | ----- | ----- | ----------------- |
| 1re circonscription | Aurélien Pradié |       | LR    | Brigitte Rivière  |
| 2e circonscription  | Huguette Tiegna |       | LREM  | Olivier Desbordes |

### XIVelégislature(2012-2017)

Couleur politique des députés élus en 2012.

| Circonscription     | Nom              | Parti | Parti | Suppléant       |
| ------------------- | ---------------- | ----- | ----- | --------------- |
| 1re circonscription | Dominique Orliac |       | PRG   | Bernard Choulet |
| 2e circonscription  | Jean Launay      |       | PS    | Marie Molina    |

### XIIIelégislature(2007-2012)

Couleur politique des députés élus en 2007.

| Circonscription     | Nom              | Parti | Parti | Suppléant       |
| ------------------- | ---------------- | ----- | ----- | --------------- |
| 1re circonscription | Dominique Orliac |       | PRG   | Bernard Choulet |
| 2e circonscription  | Jean Launay      |       | PS    | Marie Molina    |

### XIIelégislature(2002-2007)

Couleur politique des députés élus en 2002.

| Circonscription     | Nom              | Parti | Parti   | Suppléant     |
| ------------------- | ---------------- | ----- | ------- | ------------- |
| 1re circonscription | Michel Roumégoux |       | UDF-UMP | Arlette Feixa |
| 2e circonscription  | Jean Launay      |       | PS      | Marie Molina  |

### XIelégislature(1997-2002)

Couleur politique des députés élus en 1997.

| Circonscription     | Nom                                                                                | Parti | Parti | Suppléant   |
| ------------------- | ---------------------------------------------------------------------------------- | ----- | ----- | ----------- |
| 1re circonscription | Bernard Charles                                                                    |       | PRS   |             |
| 2e circonscription  | Martin Malvy (1er juin 1997 - 5 mai 1998) Jean Launay (8 juin 1998 - 18 juin 2002) |       | PS    | Jean Launay |

### Xelégislature(1993-1997)

Couleur politique des députés élus en 1993.

| Circonscription     | Nom             | Parti | Parti | Suppléant         |
| ------------------- | --------------- | ----- | ----- | ----------------- |
| 1re circonscription | Bernard Charles |       | MRG   | Étienne Bonnefond |
| 2e circonscription  | Martin Malvy    |       | PS    | Jean Launay       |

### IXelégislature(1988-1993)

Couleur politique des députés élus en 1988.

| Circonscription     | Nom                                                                                        | Parti | Parti | Suppléant            |
| ------------------- | ------------------------------------------------------------------------------------------ | ----- | ----- | -------------------- |
| 1re circonscription | Bernard Charles                                                                            |       | MRG   | Daniel Maury         |
| 2e circonscription  | Martin Malvy (6 juin 1988 - 4 mai 1992) Marie-Claude Malaval (5 mai 1992 - 1er avril 1993) |       | PS    | Marie-Claude Malaval |

### VIIIelégislature(1986-1988)
Scrutin proportionnel plurinominal par département, pas de député par circonscription. Les deux députés élus dans le Lot sont, par ordre alphabétique :
| Nom              | Parti | Parti |
| ---------------- | ----- | ----- |
| Alain Chastagnol |       | RPR   |
| Martin Malvy     |       | PS    |

### VIIelégislature(1981-1986)

Couleur politique des députés élus en 1981.

| Circonscription     | Nom | Parti | Parti | Suppléant         |
| ------------------- | --- | ----- | ----- | ----------------- |
| 1re circonscription | Maurice Faure (2 juillet 1981 - 26 septembre 1983) Bernard Charles (18 décembre 1983 - 1er avril 1986) |       | MRG   | Henry Mercadier – |
| 2e circonscription  | Martin Malvy (14 juin 1981 - 23 août 1984) Edmond Massaud (24 août 1984 - 1er avril 1986)              |       | PS    | Edmond Massaud    |

### VIelégislature(1978-1981)

Couleur politique des députés élus en 1978.

| Circonscription     | Nom           | Parti | Parti | Suppléant       |
| ------------------- | ------------- | ----- | ----- | --------------- |
| 1re circonscription | Maurice Faure |       | MRG   | Henry Mercadier |
| 2e circonscription  | Martin Malvy  |       | PS    | Edmond Massaud  |

### Velégislature(1973-1978)

Couleur politique des députés élus en 1973.

| Circonscription     | Nom           | Parti | Parti | Suppléant       |
| ------------------- | ------------- | ----- | ----- | --------------- |
| 1re circonscription | Maurice Faure |       | MRG   | Henry Mercadier |
| 2e circonscription  | Bernard Pons  |       | UDR   | Guy Murat       |

### IVelégislature(1968-1973)

Couleur politique des députés élus en 1968.

| Circonscription     | Nom           | Parti | Parti    | Suppléant       |
| ------------------- | ------------- | ----- | -------- | --------------- |
| 1re circonscription | Maurice Faure |       | Rad.soc. | Henry Mercadier |
| 2e circonscription  | Bernard Pons  |       | UDR      | Guy Murat       |

### IIIelégislature(1967-1968)

Couleur politique des députés élus en 1967.

| Circonscription     | Nom           | Parti | Parti    | Suppléant   |
| ------------------- | ------------- | ----- | -------- | ----------- |
| 1re circonscription | Maurice Faure |       | Rad.soc. | Marc Baudru |
| 2e circonscription  | Bernard Pons  |       | UD-Ve    | Guy Murat   |

### IIelégislature(1962-1967)

Couleur politique des députés élus en 1962.

| Circonscription     | Nom                  | Parti | Parti    | Suppléant     |
| ------------------- | -------------------- | ----- | -------- | ------------- |
| 1re circonscription | Maurice Faure        |       | Rad.soc. | Marc Baudru   |
| 2e circonscription  | Georges Juskiewenski |       | Rad.soc. | Antonin Moles |

### Irelégislature(1958-1962)

Couleur politique des députés élus en 1958.

| Circonscription     | Nom                  | Parti | Parti    | Suppléant     |
| ------------------- | -------------------- | ----- | -------- | ------------- |
| 1re circonscription | Maurice Faure        |       | Rad.soc. | Paul Pélissié |
| 2e circonscription  | Georges Juskiewenski |       | Rad.soc. | Antonin Moles |

## IVeRépublique
Sous la IVe République, les élections législatives se déroulent sous forme de scrutin proportionnel plurinominal par département. Dans le Lot, trois députés sont élus ; il n’y a pas de suppléant.

### IIIelégislature(1956-1958)
Les trois députés élus sont, par ordre alphabétique :
| Nom                  | Parti | Parti    |
| -------------------- | ----- | -------- |
| Maurice Faure        |       | Rad.soc. |
| Georges Juskiewenski |       | SFIO     |
| Henri Thamier        |       | PCF      |

### IIelégislature(1951-1956)
Les trois députés élus sont, par ordre alphabétique :
| Nom | Parti | Parti    |
| --- | ----- | -------- |
| Abel Bessac                                                                                            |       | CR       |
| Maurice Faure                                                                                          |       | Rad.soc. |
| Jean Rougier (5 juillet 1951 - 28 juillet 1952 †) Henri Thamier (23 novembre 1952 - 1er décembre 1955) |       | SFIO     |
| Jean Rougier (5 juillet 1951 - 28 juillet 1952 †) Henri Thamier (23 novembre 1952 - 1er décembre 1955) | PCF   |          |

### Irelégislature(1946-1951)
Les trois députés élus sont, par ordre alphabétique :
| Nom | Parti | Parti |
| --- | ----- | ----- |
| Georges Archidice (10 novembre 1946 - 17 octobre 1950) Jean Rougier (18 octobre 1950 - 4 juillet 1951) |       | SFIO  |
| Abel Bessac                                                                                            |       | MRP   |
| Henri Thamier                                                                                          |       | PCF   |

## Gouvernement provisoire de la République française
Les deux élections législatives organisées pendant le gouvernement provisoire de la République française se déroulent sous forme de scrutin proportionnel plurinominal par département. Dans le Lot, trois députés sont élus ; il n'y a pas de suppléant.

### IIeAssemblée nationale constituante(1946)
Les trois députés élus sont, par ordre alphabétique :
| Nom               | Parti | Parti |
| ----------------- | ----- | ----- |
| Georges Archidice |       | SFIO  |
| Abel Bessac       |       | MRP   |
| Henri Thamier     |       | PCF   |

### IreAssemblée nationale constituante(1945-1946)
Les trois députés élus sont, par ordre alphabétique :
| Nom               | Parti | Parti |
| ----------------- | ----- | ----- |
| Georges Archidice |       | SFIO  |
| Abel Bessac       |       | MRP   |
| Henri Thamier     |       | PCF   |

## IIIeRépublique

### XVIelégislature(1936-1940)
| Circonscription | Nom               | Groupe | Groupe |
| --------------- | ----------------- | ------ | ------ |
| Cahors          | René Besse        |        | AD     |
| Figeac          | Anatole de Monzie |        | USR    |
| Gourdon         | Louis Malvy       |        | PRRRS  |

### XVelégislature(1932-1936)
| Circonscription | Nom               | Groupe | Groupe                           |
| --------------- | ----------------- | ------ | -------------------------------- |
| Cahors          | René Besse        |        | Ind.G                            |
| Figeac          | Anatole de Monzie |        | Parti socialiste français (1919) |
| Gourdon         | Louis Malvy       |        | PRRRS                            |

### XIVelégislature(1928-1932)
Les élections législatives furent au scrutin d'arrondissement majoritaire à deux tours de 1928 à 1936.
| Circonscription | Nom                                               | Groupe | Groupe |
| --------------- | ------------------------------------------------- | ------ | ------ |
| Cahors          | Louis Delport                                     |        | URD    |
| Figeac          | Armand Bouat (29 avril 1928 - 11 août 1929 †)     |        | PRRRS  |
| Figeac          | Anatole de Monzie (20 octobre 1929 - 31 mai 1932) |        | PSocF  |
| Gourdon         | Louis Malvy                                       |        | PRRRS  |

Source : Élections législatives 22-29 avril 1928 de Georges Lachapelle - https://gallica.bnf.fr/ark:/12148/bpt6k320439r.texteImage#

### XIIIelégislature(1924-1928)
Les élections législatives de 1924 furent organisées au scrutin proportionnel de liste. Elles marquèrent au niveau national national la victoire du "Cartel des gauches".
Les trois élus figurent sur la liste du Bloc des Gauches.
| Nom          | Groupe | Groupe | Autres mandats            |
| ------------ | ------ | ------ | ------------------------- |
| Armand Bouat |        | PRRRS  | Conseiller général        |
| Élie Calmon  |        | SFIO   | Maire de Laroque-des-Arcs |
| Louis Malvy  |        | PRRRS  | Ancien Ministre           |

Source : Barodet sur le site de l'Assemblée Nationale - https://bibnum.sciencespo.fr/s/catalogue/ark:/46513/sc16m1m0#?c=&m=&s=&cv=

### XIIelégislature(1919-1924)
Les élections législatives de 1919 furent organisées au scrutin proportionnel de liste. Elles marquèrent au niveau national la victoire du "Bloc national" de centre-droit.
| Nom           | Groupe | Groupe |
| ------------- | ------ | ------ |
| Émile Delmas  |        | GRD    |
| Louis Delport |        | Rép.G  |
| Joachim Murat |        | NI     |

Les trois élus se sont présentés sur la Liste républicaine de défense agricole et économique.
Source : Barodet, sur le site de l'Assemblée Nationale - https://bibnum.sciencespo.fr/s/catalogue/ark:/46513/sc16m2kz#?c=&m=&s=&cv=

### XIelégislature(1914-1919)
| Circonscription | Nom               | Groupe | Groupe |
| --------------- | ----------------- | ------ | ------ |
| Cahors          | Anatole de Monzie |        | Ind.G  |
| Figeac          | Étienne Becays    |        | PRRRS  |
| Gourdon         | Louis Malvy       |        | PRRRS  |

Sources : Journal Le Temps du 28 avril et du 12 mai 1914 sur Gallica - ,.

### Xelégislature(1910-1914)
| Circonscription | Nom               | Groupe | Groupe |
| --------------- | ----------------- | ------ | ------ |
| Figeac          | Étienne Becays    |        | PRRRS  |
| Gourdon         | Louis Malvy       |        | PRRRS  |
| Cahors          | Anatole de Monzie |        | Ind.G  |

Sources : Journal Le Temps du 24 avril et du 8 mai 1910 sur Gallica - ,.

### IXelégislature(1906-1910)
| Nom | Groupe | Groupe |
| --- | ------ | ------ |
| Louis Malvy (Gourdon)                                                                                           |        | PRRRS  |
| Ernest Munin-Bourdin (6 mai 1906 - 4 octobre 1909 †) (Cahors) Anatole de Monzie (7 novembre 1909 - 31 mai 1910) |        | Prog.  |
| Ernest Munin-Bourdin (6 mai 1906 - 4 octobre 1909 †) (Cahors) Anatole de Monzie (7 novembre 1909 - 31 mai 1910) | Ind.G  |        |
| Louis Vival (6 mai 1906 - 18 août 1906 †) (Figeac) Étienne Becays (21 octobre 1906 31 mai 1910)                 |        | GR     |
| Louis Vival (6 mai 1906 - 18 août 1906 †) (Figeac) Étienne Becays (21 octobre 1906 31 mai 1910)                 | PRRRS  |        |

Sources : Journal Le Temps du 6 et du 22 mai 1906 sur Gallica - ,.

### VIIIelégislature(1902-1906)
| Circonscription | Nom             | Groupe | Groupe    |
| --------------- | --------------- | ------ | --------- |
| Gourdon         | Albert Lachièze |        | Rép.prog. |
| Cahors          | Émile Rey       |        | UR        |
| Figeac          | Louis Vival     |        | GR        |

Source : journal Le Temps du 29 avril et du 13 mai 1902 sur Gallica,.

### VIIelégislature(1898-1902)
| Circonscription | Nom             | Groupe | Groupe    |
| --------------- | --------------- | ------ | --------- |
| Gourdon         | Albert Lachièze |        | Rép.prog. |
| Cahors          | Émile Rey       |        | UR        |
| Figeac          | Louis Vival     |        | GR        |

Source : journal Le Temps du 10 mai et du 24 mai 1898 sur Gallica,.

### VIelégislature(1893-1898)
| Circonscription | Nom                                                                                              | Groupe    | Groupe    |
| --------------- | ------------------------------------------------------------------------------------------------ | --------- | --------- |
| Cahors-1        | Léon Talou (20 août 1893 - 16 janvier 1897) Ernest Munin-Bourdin (28 février 1897 - 31 mai 1898) |           | Rép.rad.  |
| Cahors-1        | Léon Talou (20 août 1893 - 16 janvier 1897) Ernest Munin-Bourdin (28 février 1897 - 31 mai 1898) | Rép.prog. |           |
| Cahors-2        | Émile Rey                                                                                        |           | UR        |
| Figeac          | Louis Vival                                                                                      |           | GR        |
| Gourdon         | Albert Lachièze                                                                                  |           | Rép.prog. |

Source : journal Le Temps du 22 août et du 5 septembre 1893 sur Gallica,.

### Velégislature(1889-1893)
| Circonscription | Nom             | Groupe | Groupe    |
| --------------- | --------------- | ------ | --------- |
| Cahors-1        | Léon Talou      |        | Rép.rad.  |
| Cahors-2        | Émile Rey       |        | UR        |
| Figeac          | Louis Vival     |        | GR        |
| Gourdon         | Albert Lachièze |        | Rép.prog. |

Source : journal Le Temps du 24 septembre et du 8 octobre 1889 sur Gallica,.

### IVelégislature(1885-1889)
- Paul de Lamberterie
- Adrien de Valon
- Joachim Joseph André Murat
- François Dufour

### IIIelégislature(1881-1885)
- Louis Theilard, démissionne en 1883, remplacé par Jules Rozières
- Adrien de Valon
- Joachim Joseph André Murat
- François Dufour

### IIelégislature(1877-1881)
- Adrien de Valon
- Joachim Joseph André Murat
- Louis Theilard
- François Dufour

### Irelégislature(1876-1877)
- Adrien de Valon
- Joachim Joseph André Murat
- Louis Theilard
- François Dufour

### Assemblée nationale(1871-1876)
- Adrien de Valon, Appel au peuple (Bonapartiste)
- Joachim Joseph André Murat, Appel au peuple
- Pierre Pagès-Duport, Extrême-droite
- Léopold Limayrac, Centre droit
- Jean-Pierre de Lamberterie, Centre droit
- Julien Rolland, Union des droites

## Second Empire

### Irelégislature(1852-1857)
- Joseph Lafon de Cayx, décédé en 1853, remplacé par Joachim Joseph André Murat
- Jean Deltheil

### IIelégislature(1857-1863)
- Joachim Joseph André Murat
- Jean Deltheil

### IIIelégislature(1863-1869)
- Joachim Joseph André Murat
- Jean Deltheil

### IVelégislature(1869-1870)
- Joachim Joseph André Murat
- Jean Deltheil

## IIeRépublique
Élections au suffrage universel masculin à partir de 1848

### Assemblée nationale constituante (1848-1849)
- Joachim Ambert
- Lucien Murat
- Jean-Pierre Carla
- Eugène Cavaignac
- Julien Rolland
- Pierre François de Saint-Priest
- Émile Labrousse

### Assemblée nationale législative (1849-1851)
- Pierre Lafon
- Joachim Ambert
- Lucien Murat
- Eugène Cavaignac
- Pierre François de Saint-Priest, décédé en 1851, remplacé par Jean Deltheil
- Émile Labrousse
- Raymond de Verninac Saint-Maur

## Chambre des députés (Monarchie de Juillet)

### IreLégislature(1830-1831)
- Gaëtan Murat
- François Bertrand Dufour
- Louis Antoine Dussol
- Jean-Louis Calmon
- Jean-Michel Agar

### IIeLégislature(1831-1834)
- François Bertrand Dufour, décédé en 1832, remplacé par Pierre Louis Touron
- Jacques-Antoine Delpon, décédé en 1833
- Jean-Louis Calmon
- Jean-Michel Agar
- Alexandre Conté

### IIIeLégislature(1834-1837)
- Jean-François Condamine, démissionne en 1836, remplacé par Jean Deltheil
- Pierre Alain Boudousquié
- Jean-Louis Calmon
- Jean-Michel Agar
- Alexandre Conté

### IVeLégislature(1837-1839)
- Jean Deltheil
- Charles-Pierre Bessières
- Pierre Alain Boudousquié
- Antoine Pélissié de Mirandole
- Jean-Louis Calmon

### VeLégislature(1839-1842)
- Jean Deltheil
- Antoine Pélissié de Mirandole, démissionne en 1840, remplacé par Rémy Cayx
- Charles-Pierre Bessières
- Pierre Alain Boudousquié
- Jean-Louis Calmon

### VIeLégislature(1842-1846)
- Pierre François de Saint-Priest
- Raymond Salgues
- Rémy Cayx
- Pierre Alain Boudousquié
- Jean-Louis Calmon

### VIIeLégislature(17 août 1846-24 février 1848)
- Marc Antoine Calmon
- Raymond Salgues
- Pierre Alain Boudousquié
- Antoine Pélissié de Mirandole
- Jean-Louis Calmon

## Chambre des députés des départements (2eRestauration)

### Irelégislature(1815–1816)
- Jean Jacques Félix Sirieys de Mayrinhac
- Louis Antoine d'Hélyot
- Pierre-Joseph de Lachèze-Murel
- Jean-Félix Faydel

### IIelégislature(1816-1823)
- Louis Antoine Dussol
- Jean Jacques Félix Sirieys de Mayrinhac
- Jean-Louis Calmon
- Albert-Magdelaine-Claude de Lezay-Marnésia
- Pierre Chapt de Rastignac
- Pierre Benoît François de Regourd de Vaxis
- Jean Joseph Moyzen
- François Marie Louis Barrairon

### IIIelégislature(1824-1827)
- Jean Louis François de Gozon
- Louis Antoine Dussol
- Jean Jacques Félix Sirieys de Mayrinhac
- Antoine Baptiste Aymare de Camy
- Marc-Antoine-Joseph de Garrigues de Flaujac
- Pierre Benoît François de Regourd de Vaxis

### IVelégislature(1828-1830)
- Charles Joseph Étienne de Folmont
- Guillaume Louis Joseph Séguy
- Julien Bessières
- Louis Antoine Dussol
- Jean Jacques Félix Sirieys de Mayrinhac
- Jean-Louis Calmon
- Marc-Antoine-Joseph de Garrigues de Flaujac
- Pierre Benoît François de Regourd de Vaxis

### Velégislature(23 juin 1830-28 juillet 1830)
- Louis-Victor de Lentilhac
- Guillaume Louis Joseph Séguy
- Julien Bessières
- Louis Antoine Dussol
- Jean Jacques Félix Sirieys de Mayrinhac
- Jean-Louis Calmon
- Marc-Antoine-Joseph de Garrigues de Flaujac

## Chambre des représentants (Cent-Jours)
- Pierre Glandin
- Pierre-Alexandre Besse de Laromiguière
- Nicolas Périé-Nicole
- Henri Ramel
- Claude Duphénieux

## Chambre des députés des départements (1reRestauration)
- Jean-Félix Faydel
- Antoine Lemosy
- Blaise Dubruel

## Corps législatif(1800-1814)
- Jean-Michel Agar
- Joachim Murat
- Thomas Salgues
- Jean-Isaac Combes-Dounous
- Pierre Lachièze
- Jean-Félix Faydel
- François Bastil
- Antoine Lemosy
- Blaise Dubruel

## Conseil des Cinq-Cents(1795-1799)
- Pierre Delbrel
- Jean Soulhié
- François Lagarde
- André-François Laurence
- Jean-Baptiste Cavaignac
- Jean Valéry
- Marc-Antoine Sartre
- Jean-Baptiste Selves
- Thomas Salgues
- Jean-Isaac Combes-Dounous
- Antoine Innocent Blaviel
- Hugues-Guillaume-Bernard-Joseph Monmayou
- Jean-Pierre Bouygues
- Jean-Baptiste Brugoux
- Daniel Doumerc
- Étienne Cledel
- Étienne Lagentie

## Convention nationale(1792-1795)
- Pierre Delbrel
- Jean-Baptiste Cavaignac
- Marc-Antoine Sartre
- Antoine Innocent Blaviel
- Hugues-Guillaume-Bernard-Joseph Monmayou
- Jean-Pierre Bouygues
- Barthélemy Albouys
- Jeanbon Saint André
- Jean-Baptiste Cayla
- Étienne Cledel
- Jean Salleles
- Jean-Baptiste La Boissière

## Assemblée législative (1791-1792)
- Jean-Pierre Ramel
- Pierre Lachièze
- Claude Duphénieux
- Antoine Brugoux
- François Dupuy-Montbrun
- Jean Joseph Lacoste-Montlausier
- Guillaume Guilhou
- Guillaume Calmon
- Étienne Cledel
- Jean-Baptiste La Boissière
- Jean Lassabathie

## Anciens députés
Jean-Louis Calmon, Bernard Charles, Maurice Faure, André Jeanbon Saint André, Bernard Pons, Lucien Murat, Martin Malvy, Michel Roumegoux, Jean-Baptiste Selves, Georges Archidice, Abel Bessac, Henri Thamier, Georges Juskiewenski, Jean Rougier, Alain Chastagnol, Gaëtan Murat, Blaise Dubruel